# Grant megye (Oregon)
Grant megye az Amerikai Egyesült Államokban, azon belül Oregon államban található. Megyeszékhelye Canyon City, legnagyobb városa John Day. Lakosainak száma 7233 fő (2020. április 1.).

## Szomszédos megyék
- Morrow megye (északnyugat)
- Umatilla megye (észak)
- Union megye (északkelet)
- Baker megye (kelet)
- Malheur megye (délkelet)
- Harney megye (dél)
- Crook megye (délnyugat)
- Wheeler megye (nyugat)

## Népesség
A megye népességének változása:
| Lakosok száma | 7450 | 7403 | 7317 | 7283 | 7185 | 7233 |
|               | 2010 | 2011 | 2012 | 2013 | 2015 | 2020 |